# Козаков, Михаил Эммануилович
Михаил Эммануилович Козако́в (5 (17) августа 1896, Новогеоргиевск, Александрийский уезд, Херсонская губерния — 16 декабря 1954, Москва) — русский советский прозаик и драматург.

## Биография
Родился 5 августа (по старому стилю) 1896 года в Новогеоргиевске Александрийского уезда Херсонской губернии в еврейской семье. Его родители — лубенский мещанин Мендель-Лейб Рувинович Козаков (1867—1909) и Мейта Мееровна (Матильда Мироновна) Козакова (в девичестве Брусиловская, 1864—1951), уроженка Александрии — заключили брак там же, в Новогеоргиевске, 3 сентября 1895 года. Дед, Рувин Лейзерович Козаков, был лубенским купцом второй гильдии и арендатором, содержал почтово-земские станции. Дед со стороны матери — александрийский мещанин Меер Брусиловский — был винокуренным мастером в Мелитополе Таврической губернии, бабушка — Рухля Шулимовна Брусиловская (1841 — после 1906) — тоже происходила из Александрии.
Детские годы Михаил Козаков провёл в Феодосии, где его отец работал весовщиком в порту (в Феодосии в 1904 году родился младший брат Теодор), затем в Мелитополе, где проживала семья матери и где в 1906 году родилась его сестра Елена (Йохевед). Поздние школьные годы провёл в Лубнах, где в 1916 году окончил гимназию и где умер его отец. Недолгое время учился в Университете Святого Владимира в Киеве на медицинском, затем юридическом факультетах (1916—1917).
В январе 1919 года назначен комиссаром труда исполкома Совета рабочих депутатов города Лубны, где в ту пору жила его мать; стал сотрудником редколлегии местных «Известий» и корреспондентом телеграфного агентства РОСТА. Во время наступления армии Деникина в августе того же года был назначен ответственным за эвакуацию местного населения, в качестве комиссара эшелона сопровождал эвакуированных в Казань, где в 1920 году возобновил обучение в местном университете. В 1921 году попал в Петроград, и уже там в 1922 году окончил юридический факультет университета.
Начинал как журналист; дебютировал рассказами в 1923 году («Санька» — в «Юном пролетарии», «Три дня» — в «Литературном еженедельнике»). В 1924 году вышел первый сборник рассказов «Попугаево счастье», в котором «сказывается идущее от А. Ремизова пристрастие к изощренности повествовательной техники, например, к вмешательству автора в процесс повествования, необычным метафорам и отстранению средствами синтаксиса». Козакова неоднократно подвергали критике за «формализм». В 1920-е годы входил в литературную группу «Содружество» (Н. Баршев, М. Борисоглебский, Н. Браун, М. Комиссарова, Б. Лавренёв, П. Медведев, И. Оксёнов, Вс. Рождественский, А. Свентицкий, А. Чапыгин, Д. Четвериков и другие). В 1927 году был одним из инициаторов создания кооперативного «Издательства писателей в Ленинграде» (ИПЛ), входил в его правление (в 1934 году издательство было объединено с Московским товариществом писателей в издательство «Советский писатель»).
На протяжении 1920-х годов опубликовал повести «Мещанин Адамейко», «Полтора хама» (обе — 1927), «Человек, падающий ниц» (1929, о феномене антисемитизма), несколько сборников рассказов. В 1930-е годы был главным редактором журнала «Литературный современник», сотрудником газеты «Литературный Ленинград». В 1932 году по его сценарию была снята кинокартина «Блестящая карьера» (Ленсоюзкино, режиссёр — В. А. Браун). Один из авторов книги «Канал имени Сталина» (1934).
Написал около 10 пьес, в том числе «Когда я один» (1934, запрещена как «идеологически вредная» указом ЦК РКП(б) от 14 сентября 1940), «Чекисты» (1939, поставлена в Ленинградских театрах имени Пушкина и Ленсовета), «Дарья» (1942), «Жаворонок поёт» (1943), «Остров великих надежд», «Золотой обруч», «Преступление на улице Марата» (последние три — 1945 и совместно с А. Б. Мариенгофом) и «Неистовый Виссарион» (1948) о В. Г. Белинском. Постановкой «Золотого обруча» в режиссуре С. А. Майорова открылся в 1946 году Театр на Спартаковской (впоследствии Московский драматический театр на Малой Бронной). Постановка «Преступления на улице Марата» в Театре имени Комиссаржевской была остановлена специальным постановлением в 1946 году. «Остров великих надежд» был поставлен в 1951 году Г. А. Товстоноговым в Ленинградском театре имени Ленинского комсомола.
Главное крупное произведение М. Э. Козакова — роман «Крушение империи» (1956), в первоначальном виде опубликованный четырьмя частями в 1929—1939 годах под названием «Девять точек». Это пространное повествование, в котором события 1913—1917 годов излагаются в манере, сочетающей документальность и художественный вымысел. Полностью и в переработанном виде он впервые был опубликован только после смерти писателя и остался почти незамеченным критикой. Однако в 1970 году по мотивам этой книги был поставлен фильм «Крушение империи».

«Роман Козакова в идейно-общественном, историческом плане строится на … ленинском толковании событий февральской революции»
— Константин Федин
В послевоенные годы написал исторические повести «Петроградские дни» и «Московские дни», роман «Жители этого города», изданные посмертно.
Умер в 1954 году. Похоронен на Введенском кладбище (5 уч.).

## Семья
Был дважды женат:
- Первая жена — Вера Александровна Козакова.
- Вторая жена — Зоя Александровна Никитина (урождённая Гацкевич, 1902—1973), редактор.
  - Сын — Михаил Козаков (1934—2011), актёр и режиссёр. Вместе с ним в семье воспитывались сыновья Зои Никитиной от предыдущих браков — Владимир Николаевич Никитин (1924—1945), сын писателя Николая Николаевича Никитина, погиб на войне; Борис Наумович Рензин (1930—1946), сын директора 1-й образцовой типографии в Москве Наума Михайловича Рензина, погиб в результате нечаянного выстрела своего друга, Григория Каминского.

Брат Теодор (1904—?); сестра Елена (1906—1977).
Дядя — Марк Миронович Брусиловский (1879—1932), социал-демократ (меньшевик), неоднократно подвергался арестам и высылкам, в советское время работал бухгалтером.
Двоюродный брат — Борис Исаакович Зейдман, композитор.

## Сочинения
- Попугаево счастье (сборник рассказов). Ленинград, 1924
- Полтора хама. Ленинград: Мысль, 1926
- Человечья закутка (сборник рассказов). Ленинград, 1926
- Повесть о карлике Максе. Ленинград, 1926
- Мещанин Адамейко: повесть. Ленинград: Рабочее издательство «Прибой», 1927
- Избранные сочинения: тт. I—IV. Ленинград: Прибой, 1929—1931
- Человек, падающий ниц: повести и рассказы (Человек, падающий ниц; Смертники; Повесть о карлике Максе; Куприкчаевская квартира). Ленинград: Прибой, 1930
- Девять точек: роман, книга I (Избранные сочинения, т. 4). Ленинград: Прибой, 1930, с переизданиями; I и II части — 1934; III часть — 1936; IV часть — 1939
- Жители этого города: роман. Москва: Молодая гвардия, 1955
- Крушение империи: роман в 4-х частях. Москва: Известия, 1956 и 1963 (в 2-х тт.), Москва: Художественная литература, 1986; Ташкент, 1989 (в 2-х тт.)

## Современные издания
- Козаковы: Три-Михаила-Три. Повести и рассказы. Москва: Рутена, 1999
- Избранное. Серия «Отечественная проза». Москва: Гудьял-пресс, 2002

## О М. Э. Козакове
- И. Виноградов. Углубление темы: о творчестве М. Козакова. Институт литературы и искусства, Ленинградское отделение. Издательство писателей в Ленинграде, 1934